# Кузнецов, Андрей Александрович (футболист)
Андрей Александрович Кузнецов (4 декабря 1973, Тамбов) — российский футболист, вратарь.
Всю карьеру провёл в клубе «Спартак» Тамбов, выступавшем в низших лигах советского и российского футбола — второй низшей (D4, 1991), второй (D3, 1992—1993, 1997—2008, 2011/12) и третьей (D4, 1994—1996). Сыграл 414 игр, пропустил более 450 мячей. 21 августа 2004 в домашней игре против «Искры» Энгельс (3:6) на 63-й минуте вышел в качестве полевого игрока и на 87-й минуте установил окончательный счёт. Последний полноценный сезон провёл в 2007 году. В апреле — мае 2008 сыграл четыре матча, пропустил три гола. В сезонах 2009—2012/13 включался в заявку, но провёл только один матч — 11 августа 2011 в гостевой игре против «Сокола» (1:5) вышел на замену на 62-й минуте при счёте 1:3 после удаления вратаря Дмитрия Давыдова.
В 2013—2014 годах — тренер любительского клуба «Притамбовье». С 2015 года — тренер в Тамбовской академии футбола.